# Роберт Вајгерски
Роберт Вајгерски (енг. Robert Alan Vigersky) амерички је ендокринолог,  војни здравствени радник, професор медицине на Универзитету здравствених наука војних служби, пензионисани пуковник медицинског корпуса америчке војске,  бивши председник Ендокринолошког друштва и добитник награде генерала Максвела Р. Турмана. Као војни лекар служио је у Ираку, Кореји и Немачкој и за то добио неколико војних признања, укључујући Легију заслуга америчке војске 2009. године.
Његова научна каријера заснива се на бризи за оболелеле од шећерне болести и истраживањима и презентацијама из облати репродуктивне ендокринологије и шећерне болести. До сада је објавио 148 радова  и 118 сажетака из области репродуктивне ендокринологије и  шећерне болести.

## Каријера
Роберт Вајгерски је прво завршио Шестогодишњи програм Бостонског универзитета у области слободних уметности и медицине  у периоду од 1964 до 1970. године. Специјализацију из интерну медицине стакао је у болници Џон Хопкинс као стипендиста из ендокринологије при Националном институту за здравље.
По завршетку специјализације, др Вајгерски се придружио медицинском војном центру Валтер Рид, у коме је постао помоћник шефа ендокринологије. Ову дужност обављао је све док није напустио војску 1984. године. 
Након што је напустио војску, др Вајгерски је ушао у приватну праксу. Убрзо је постао председник групе за ендокринологију и шећерну болест у Вашингтону, и истовремено радио као медицински директор Центра за лечење шећерне болести у Универзитетској болници Џорџтаун и болничком центру у Вашингтону.
Године 2000. др Вајгерски је поново ступио у војску, у којој је основао Институт за шећерну болест у систему здравствене заштите Валтер Рид. Као медицински директор ове установе његово истраживање фокусирао је на употребу технологије  и подршку у одлучивању системе како би се побољшао исхода за пацијенте са шећерном болести. У тренутку оснивања овог института Вајгерски је био на врхунцу каријера са 27 година стручног рада. У Националном војном медицинском центру Валтер Рид,  он је основао Института за шећерну болест у коме је имао лидерску позицију у успостављању центра изврсности о томе како лечити хроничне болести. Институт за шећерну болест му је био значајан јер је у њему имао прилику да започне нешто од нуле. Оквир који је тамо развијен постао је временом програмски модел и у војном и у цивилном свету о томе како да се знање стручњака искористи у области примарне здравствене заштите.
Као председник Ендокринолошког друштва од 2009. до 2010. године, Вајгерски је  успоставио програмске смерница за клиничку праксу које су биле од огромне користи за ендокринологе јер су им омогућиле да буду бољи и ефикаснији са својим пацијентима.
Од 2015. године Вајгерски је  главни медицински службеник Групе за шећерну болест у Медтрониксу. У овој установи максимално је показао способност за рада са људима (јер је био на врхунцу каријере), са сјајним идејама  заједно са групом невероватних истраживача, инжењера и клиничких стручњака, што се према речима Вајгерског...не може наћи нигде другде.

## Изабрана библиографија
- Vigersky, Robert A.; McMahon, Chantal (2019). „The Relationship of Hemoglobin A1C to Time-in-Range in Patients with Diabetes”. Diabetes Technology & Therapeutics. 21 (2): 81—85. ISSN 1520-9156. doi:10.1089/dia.2018.0310.

- Vigersky, Robert A.; Shin, John; Jiang, Boyi; Siegmund, Thorsten; McMahon, Chantal; Thomas, Andreas (2017-07-27). „The Comprehensive Glucose Pentagon: A Glucose-Centric Composite Metric for Assessing Glycemic Control in Persons With Diabetes”. Journal of Diabetes Science and Technology. 12 (1): 114—123. ISSN 1932-2968. doi:10.1177/1932296817718561.

- Vigersky, Robert; Shrivastav, Maneesh (2017). „Role of continuous glucose monitoring for type 2 in diabetes management and research”. Journal of Diabetes and its Complications. 31 (1): 280—287. ISSN 1056-8727. doi:10.1016/j.jdiacomp.2016.10.007.

- Powers AC, Wexler JA, Lash RW, Dyer MC, Becker MN, Vigersky RA. . Affordable Care Act Implementation: Challenges and Opportunities to Impact Patients With Diabetes. J. Clin. Endocrinol. Metab. 2016-04-01

- Puckrein GA, Nunlee-Bland G, Zangeneh F, Davidson JA, Vigersky RA, Xu L, Parkin CG, Marrero DG; Diabetes Care. 2016-04-01. Impact of CMS Competitive Bidding Program on Medicare Beneficiary Safety and Access to Diabetes Testing Supplies: A Retrospective, Longitudinal Analysis.

- Fonda, S. J.,Graham, C.,Munakata, J.,Powers, J. M.,Price, D.,Vigersky, R. A.; J Diabetes Sci Technol. 2016 Feb 05. The Cost-Effectiveness of Real-Time Continuous Glucose Monitoring (RT-CGM) in Type 2 Diabetes.

- Development of the Diabetes Technology Society Blood Glucose Monitor System Surveillance Protocol. Klonoff, D. C.,Lias, C.,Beck, S.,Parkes, J. L.,Kovatchev, B.,Vigersky, R. A.,Arreaza-Rubin, G.,Burk, R. D.,Kowalski, A.,Little, R.,Nichols, J.,Petersen, M.,Rawlings, K...; J Diabetes Sci Technol. 2015 Oct 21.

- Effects of α-Blocker Therapy on Active Duty Military and Military Retirees for Benign Prostatic Hypertrophy on Diabetic Complications. Graybill, S. D.,Vigersky, R. A.; Mil Med. 2015 Mar 04.

- The benefits, limitations, and cost-effectiveness of advanced technologies in the management of patients with diabetes mellitus. Vigersky RA; J Diabetes Sci Technol. 2015-03-01.

- Vigersky RA; J Diabetes Sci Technol. 2015-02-19. Escaping the Hemoglobin A1c-Centric World in Evaluating Diabetes Mellitus Interventions.

- Klonoff, D. C.,Vigersky, R. A.,Nichols, J. H.,Rice, M. J.; Mayo Clin. Proc.. 2014 Sep 10. Timely Hospital Glucose Measurement: Here Today, Gone Tomorrow?

- Vigersky RA, Fish L, Hogan P, Stewart A, Kutler S, Ladenson PW, McDermott M, Hupart KH; J. Clin. Endocrinol. Metab.. 2014-09-01. The clinical endocrinology workforce: current status and future projections of supply and demand.

- Klonoff, D. C.,Lias, C.,Vigersky, R.,Clarke, W.,Parkes, J. L.,Sacks, D. B.,Kirkman, M. S.,Kovatchev, B.; J Diabetes Sci Technol. 2015 Jan 07. The surveillance error grid.

- Salkind, S. J.,Huizenga, R.,Fonda, S. J.,Walker, M. S.,Vigersky, R. A.; J Diabetes Sci Technol. 2014 May 31. Glycemic Variability in Nondiabetic Morbidly Obese Persons: Results of an Observational Study and Review of the Literature.

- Vigersky, R. A.; J. Clin. Endocrinol. Metab.. 2014 May 16. Mad about "u".

- Vigersky RA, Fitzner K, Levinson J for the Diabetes Working Group.  . Barriers to Providing Optimal Guideline-Driven Care to Patients with Diabetes Mellitus in the United States. 2013;Diabetes Care 36:3843-3849

- Vigersky RA, Fonda SJ, Chellappa M, Walker MS, Ehrhardt N. 2012 Diabetes Care 353: 32-38, 2012.  Short and Long-Term Effects of Real-Time Continuous Glucose Monitoring in Patients with Type 2 Diabetes Mellitus.

- Vigersky, RA, Loriaux DL., Howards SS, Hodgen GB, Lipsett MB, Chrambach AC. 1975 J Clin Invest 58: 1061-1068. Androgen Binding Proteins of Testis, Epididymis and Plasma in Man and Monkey.

- Vigersky RA, Andersen AE, Thompson RH, Loriaux DL. 1977 N Eng J Med 297:1141-1145.  Hypothalamic Dysfunction in Secondary Amenorrhea Associated with Simple Weight Loss